# Anna Kernkamp
Anna Catharina (Anny) Kernkamp-Schenck (Antwerpen, 18 juni 1868 - Brasschaat, 9 februari 1947) was een Belgisch kunstschilderes.

## Leven
Anna Schenck werd geboren als dochter van een bakker te Antwerpen en trouwde in 1887 in haar geboorteplaats met de uit Edam afkomstige Johann Heinrich (Henri) Kernkamp. Zij begon haar schildercarrière pas na haar huwelijk en signeerde haar werk daarom met "Anny Kernkamp". Zij was leerlinge van de kunstschilders Ernest Blanc-Garin in Brussel en Henry Rul in Antwerpen. Als gevolg van haar schilderwerk kreeg Anna last van een oogziekte, waardoor zij omstreeks 1913 werd gedwongen met schilderen te stoppen.

## Werk
Anna Kernkamp was lid van de Mechelse kunstenaarsvereniging "De Distel". Zij schilderde hoofdzakelijk landschappen, zeegezichten of "marines", en stadsgezichten in een impressionistisch realistische stijl. Zelf omschreef zij haar werk als "openlucht-impressionisme". Tijdens haar leven exposeerde Anna meerdere malen, o.a. in Luik (1902), Antwerpen (1904, 1908) en Athene (1904, alwaar zij een zilveren medaille ontving). 

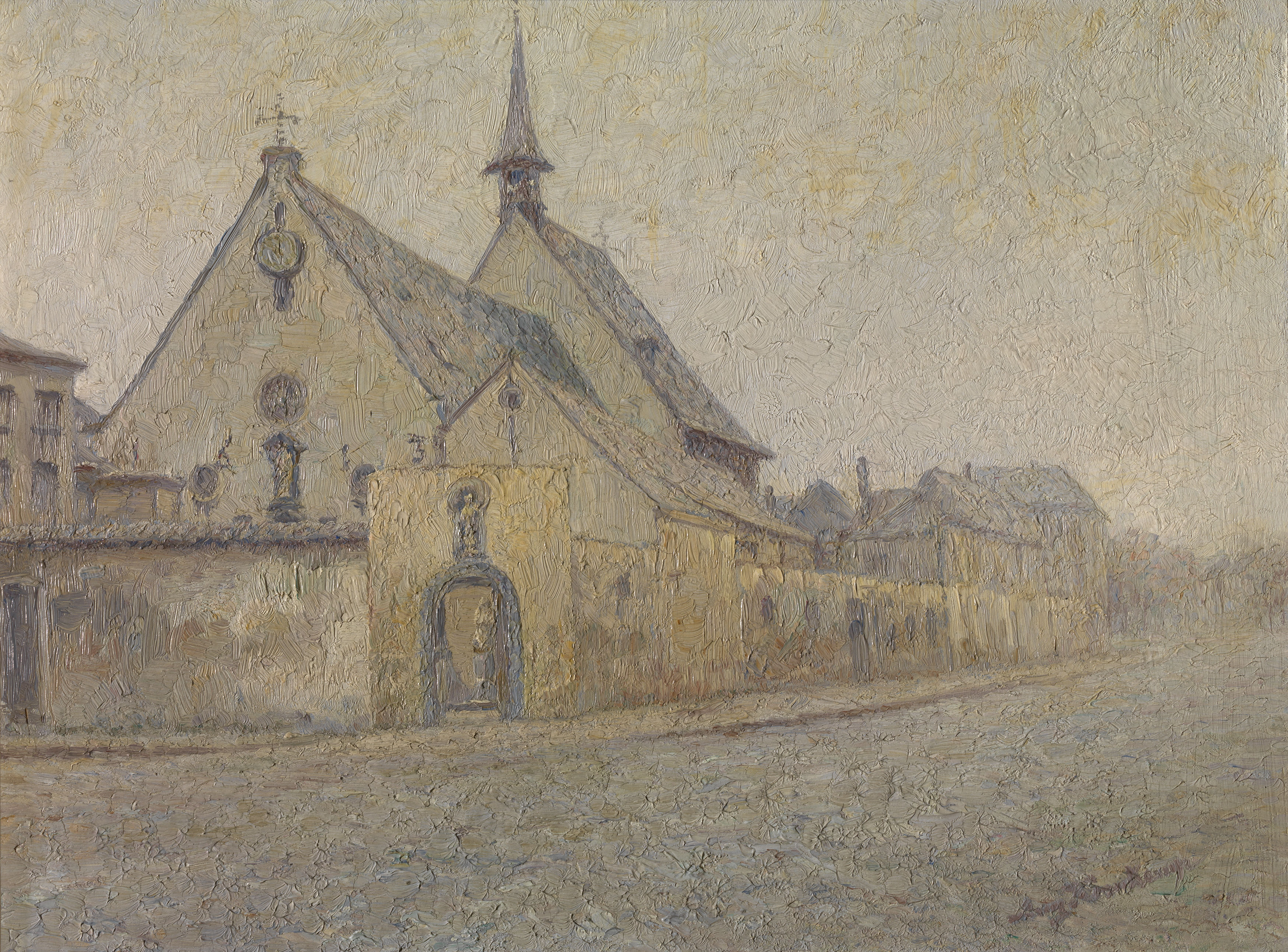
De St.-Antoniuskerk in Antwerpen, Anna Kernkamp, 1904, Koninklijk Museum voor Schone Kunsten Antwerpen

Werk van Anna Kernkamp bevindt zich o.a. in het Koninklijk Museum voor Schone Kunsten Antwerpen en het Maagdenhuis (Antwerpen) en in privébezit.

## Trivia
Anna Kernkamp komt voor op een gemeentelijke groslijst van 21 november 2017 van 58 vrouwen die in aanmerking komen om een straat in Antwerpen naar zich vernoemd te krijgen.